# Psilochorus pallidulus
Psilochorus pallidulus là một loài nhện trong họ Pholcidae. Loài này được phát hiện ở Hoa Kỳ và México.